# Yu Tomidokoro
Yu Tomidokoro (富所 悠 Tomidokoro Yu?, nacido el 21 de abril de 1990 en Saitama) es un futbolista japonés que se desempeña como centrocampista.

## Trayectoria

### Clubes
| Club               | País  | Año         |
| ------------------ | ----- | ----------- |
| Tokyo Verdy        | Japón | 2009 - 2010 |
| AC Nagano Parceiro | Japón | 2011        |
| FC Ryukyu          | Japón | 2012 -      |

## Estadística de carrera

### J. League
| Club        | Año   | J. League | J. League | Copa J. League | Copa J. League | Total | Total |
| Club        | Año   | Part.     | Goles     | Part.          | Goles          | Part. | Goles |
| ----------- | ----- | --------- | --------- | -------------- | -------------- | ----- | ----- |
| Tokyo Verdy | 2009  | 7         | 0         | -              | -              | 7     | 0     |
| Tokyo Verdy | 2010  | 0         | 0         | -              | -              | 0     | 0     |
| FC Ryukyu   | 2014  | 32        | 1         | -              | -              | 32    | 1     |
| FC Ryukyu   | 2015  | 36        | 3         | -              | -              | 36    | 3     |
| FC Ryukyu   | 2016  | 27        | 3         | -              | -              | 27    | 3     |
| FC Ryukyu   | 2017  | 32        | 13        | -              | -              | 32    | 13    |
| Total       | Total | 134       | 20        | 0              | 0              | 134   | 20    |